# 베트남 혁명 박물관

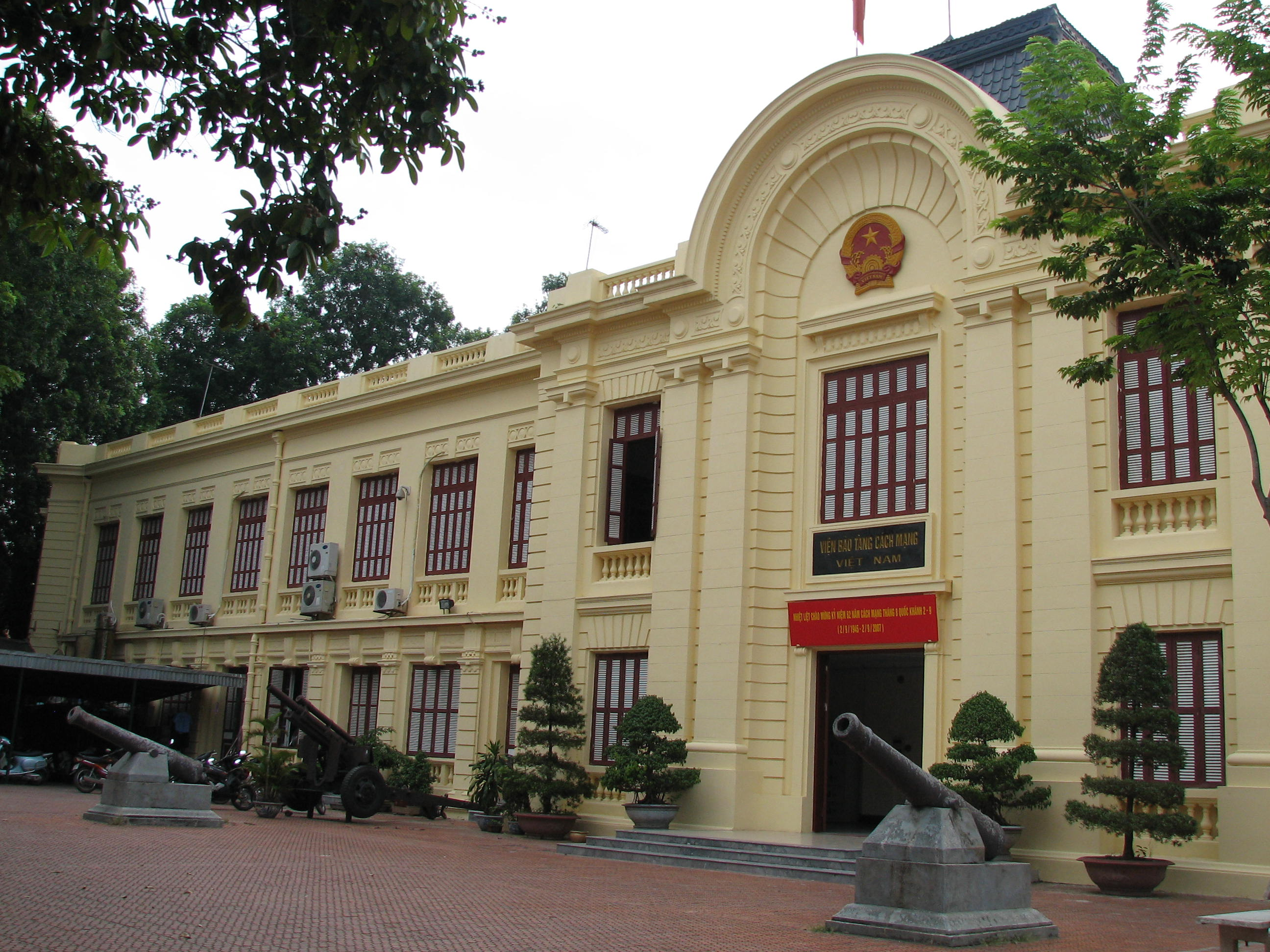
베트남 혁명 박물관

베트남 혁명 박물관은 베트남 하노이에 있는 국립 박물관이다. 하노이 통단 구역에 위치해 있으며, 1959년 8월에 설립되었다.
박물관 건물은 본래 프랑스 식민 시기에 세무서로 쓰인 곳으로 총 2층 규모이다. 1층과 2층은 전시실로, 19세기 중반에서 현대에 이르기까지의 베트남 혁명과 역사를 기념품들과 패널 등으로 연대순으로 배열해 놓았다. 총 30개의 갤러리로 개조되어 2008년 기준으로 4만여점에 달하는 유물을 보유하고 있다.